# Heinrich Vogeler (Schauspieler)
Johann Theodor Heinrich Vogeler (geboren am 25. August 1869 in Leipzig; gestorben am 21. Februar 1937 in Magdeburg) war ein deutscher Theaterschauspieler und zuletzt Intendant der Vereinigten Oper- und Schauspiel-Bühnen der Stadt Magdeburg.

## Leben
Heinrich Vogeler, Sohn des Kaufmanns Theodor Vogeler und dessen Ehefrau Adele Vogeler, geborene Heufeld, besuchte zunächst ein Realgymnasium. In der Folge widmete er sich der Bühnenlaufbahn. 1891 hatte er sein Debüt im heutigen Bad Lausick in Sachsen als Mitglied einer reisenden Schauspielerbühne. Noch im selben Jahr erhielt er sein erstes Engagement in Marburg. Es folgten Stationen in Rostock (1891/92), Augsburg (1892/93), Lübeck (1893/94), Liegnitz/Schlesien (1894/95), Königsberg (1895–1897), Halle (1897/98; Antrittsrolle: „Mephisto“) und zuletzt Hamburg. Am dortigen Stadttheater interpretierte er 1899 den Herzog von Alba in Goethes Egmont.
Anschließend fand Vogeler dann langfristige Anstellungen an den Theatern in Hamburg (1899–1908) und in Magdeburg, wo er 1908–1911 Oberspielleiter des Schauspiels war. An letztgenannter Stätte sollte Vogeler, nach einem Zwischenspiel von 1911 bis 1914  als Direktor und Regisseur am Stadttheater Halberstadt, anschließend bis 1930 in denselben Funktionen auch bleiben. 1913 wurde er am Stadttheater Magdeburg Direktor und 1920 Intendant der Vereinigten Oper und Schauspiel-Bühnen. 1930 trat er auf eigenen Wunsch von der Bühne ab. Zumindest in den 1910er Jahren lebte Vogeler in Magdeburg an der Adresse Westendstraße 16, der heutigen Klausenerstraße, im Stadtteil Sudenburg.
Heinrich Vogeler stand nicht zuletzt in ernsten Charakterrollen auf der Bühne. Darunter, neben den bereits genannten, als Shylock in William Shakespeares Der Kaufmann von Venedig oder als König in Shakespeares Hamlet.
Sein Sohn war der Dramaturg und Schauspieler Theodor Vogeler (geboren in Hamburg am 23. Juli 1900; gestorben in Berlin am 22. Dezember 1975).

„Seine Charakterbilder waren alle konsequent durchgeführt, von der ersten bis zur letzten Szene. An seinen Leistungen fiel die klare, durchaus zuverlässige Behandlung seiner Aufgabe angenehm auf, und es gehörte zu Vogelers schätzenswertesten Eigenschaften, dass er nie in Effekthascherei verfiel.“